# Isla Elima
Isla Elima (en francés: Île Elima) es una de las principales islas del río Congo parte de la República Democrática del Congo en África central. Se encuentra aguas abajo de la localidad de Lisala, y precediendo a la Isla Esumba (Île Esumba), específicamente en las coordenadas geográficas indicadan en la ficha. Se encuentra a 466 kilómetros al noroeste del centro aproximado de la R.D del Congo y a 974 kilómetros al noreste de la capital, Kinshasa.